# Больбено
Больбе́но (итал. Bolbeno) — коммуна в Италии, расположена в области Трентино-Альто-Адидже, в провинции Тренто.
Население составляет 362 человека (2011 г.), плотность населения составляет 29 чел./км². Занимает площадь 12 км². Почтовый индекс — 38079. Телефонный код — 0465.
Покровителем коммуны почитается святитель Зенон Веронский, празднование 16 августа.

## Население
Динамика населения: